# Армстронг Витворт армадило
Армстронг Витворт армадило (енгл. Armstrong Whitworth Armadillo) је британски ловачки авион. Први лет авиона је извршен 1918. године. 

Распон крила авиона је био 8,46 метара, а дужина трупа 5,74 метара.

## Наоружање
| Наоружање авиона: Армстронг Витворт армадило |                      |
| Ватрено (стрељачко) наоружање                |                      |
| Топ                                          |                      |
| Митраљез                                     |                      |
| Број и ознака митраљеза                      | 3, 2 Викерс и 1 Луис |
| Калибар                                      | 7,7                  |
| Бомбардерско наоружање (бомбе)               |                      |
| Ракетно наоружање (ракете)                   |                      |